# Lavaux
Pour les articles ayant des titres homophones, voir Lavau, Lavaud, Laveau et Laveaux.
Pour les articles homonymes, voir Lavaux (homonymie).
Lavaux est une région viticole du canton de Vaud (Suisse), connue pour ses vignobles en terrasses au bord du Léman. Le 28 juin 2007, Lavaux entre au classement du patrimoine mondial de l'humanité de l'UNESCO.

## Histoire
On ne retrouve le terme de Lavaux qu'à partir du XIIe siècle ; une bulle d'Innocent II mentionne la vallis de Lustriaco qui en ancien français se traduit par « la Vaulx de Lustrie » (la Vallée de Lutry). Ce n'est qu'au XIVe siècle qu'Aran, Riex et Villette sont considérées comme faisant partie de « la Vaulx de Lutry ». Il faut attendre le XVIe siècle pour que la graphie « Lavaux » se fasse jour. À cette époque, Lavaux appartient à l’évêque de Lausanne et est subdivisée en quatre paroisses, Corsier, Lutry, Saint-Saphorin et Villette.
Après la conquête bernoise, Lavaux fait partie du bailliage de Lausanne. Après la révolution vaudoise, les bailliages sont remplacés par des districts. Lutry, Saint-Saphorin et Villette sont rattachées au district de Lavaux, alors que Corsier rejoint celui de Vevey.
Au XIXe siècle, les communes se divisent, Saint-Saphorin forme quatre nouvelles communes, Chexbres, Puidoux, Rivaz et Saint-Saphorin. Puis, c'est au tour de Lutry de donner naissance à Savigny et enfin Villette est subdivisée en six communes, Cully, Épesses, Forel, Grandvaux, Riex et Villette.
Finalement, le 1er janvier 2008 à la suite de la réorganisation territoriale du canton de Vaud, la région se retrouve englobée dans le nouveau district de Lavaux-Oron qui englobe la totalité des communes de Lavaux.
Le 29 août 2021, s'ouvre l'exposition « Maison Lavaux » à Grandvaux, dans la propriété historique Buttin-de-Loës, qui retrace l'histoire humaine et culturelle de cette région.

### Origine du nom
À noter que l'on dit Lavaux sans article et non « le » Lavaux, que l'on parle « de » Lavaux et non « du » Lavaux, de même que l'on dira « en » ou « à » Lavaux et non « dans le » Lavaux. Ceci vient de l'étymologie de Lavaux. En effet, en arpitan « la vau » signifie « la vallée ». La lettre « x » a été rajoutée à la fin pour signifier que le dernier son voyelle, ici « au », doit être prononcé. Cette règle s'applique à tous les toponymes de langue arpitane.
Cependant, la prononciation « le Lavaux » reste utilisée et est d'usage par certains acteurs locaux.

## Communes

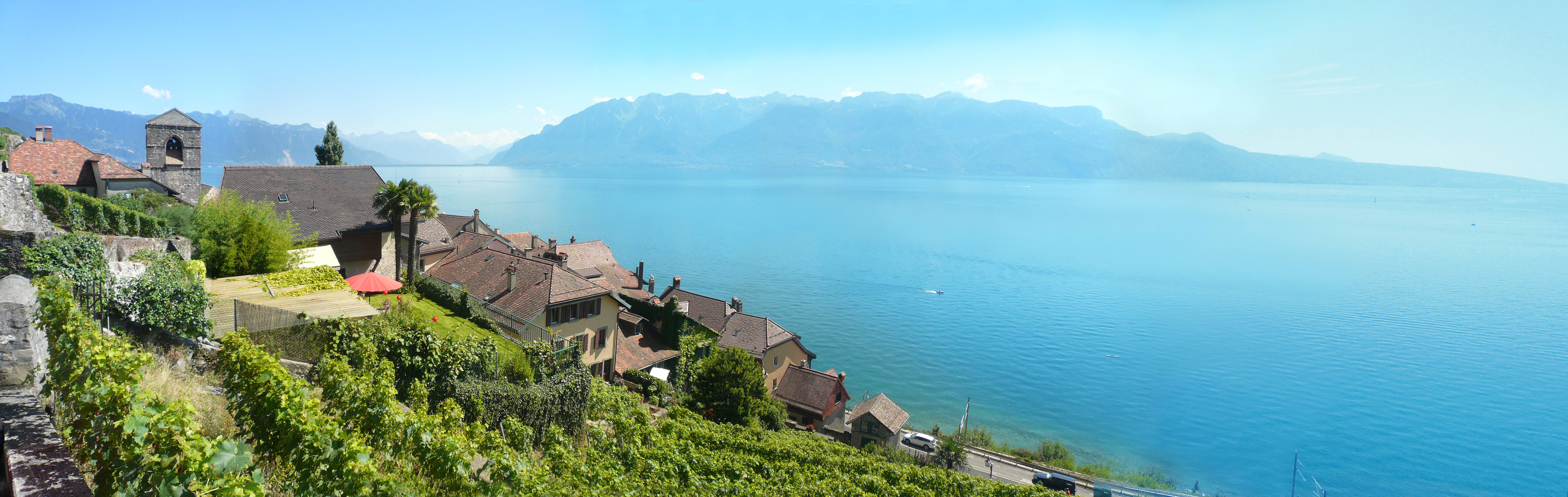
Les coteaux de Lavaux à Saint-Saphorin.

Cette région se situe entre Lutry et Vevey (Vaud) ; depuis le 1er juillet 2011 elle comprend en partie ou entièrement les communes suivantes :
- Bourg-en-Lavaux ;
- Chardonne ;
- Jongny ;
- Chexbres ;
- Lutry ;
- Puidoux ;
- Rivaz ;
- Saint-Saphorin ;
- Corsier-sur-Vevey ;
- Corseaux ;
- Vevey.

Le vignoble s'étend sur 806 ha en 2015 et représente 21,18 % de la surface viticole du canton, en incluant le Calamin et le Dézaley. Le soleil est réfléchi par le Léman, et ses murs de pierre apportent chaleur et abri.
Ce paysage caractéristique en terrasses est fortement structuré par ses murs (appelés localement charmurs, charmus, chermus, et variantes). Ils sont attestés en Lavaux en tout cas dès les années 1330, mais sont assurément plus anciens. La fragmentation et le cloisonnement des parcelles sont liés à la forte pente, qui exige de retenir les terres, mais sont aussi un héritage du bas moyen âge. Les premiers témoignages graphiques figurent sur des documents cadastraux de la fin du XVIIe siècle. Une vue non cadastrale de Saint-Saphorin, de 1694, est le témoignage iconographique le plus ancien de la perception des murs de terrasse comme un élément marquant du paysage.
Au XVIIIe siècle, ces murs sont attestés sur les plans relatifs à la reconstruction de la route de Lausanne à Vevey, de la route de Vevey à Moudon, et notamment dans le secteur des Faverges et au Dézaley. Ils participent aussi à une culture plus scientifique de la vigne, en marge des doctrines physiocratiques, dans un effort d’améliorer la qualité des vins.
Dans les années 1960, on enregistre dans toute la région un important recul de la vigne, celle-ci étant grignotée par les constructions. Lavaux devient dès lors un exemple emblématique. Le vignoble est progressivement considéré comme un paysage identitaire chargé d'histoire et de symbolique. En marge de l'organisation de l'Expo 64 qui a eu lieu à Lausanne en 1964, le nouvel architecte cantonal vaudois, Jean-Pierre Vouga élabore une nouvelle Loi cantonale sur les constructions et l'aménagement du territoire (LCAT), adoptée en février 1964. Cette loi introduit la notion de zone agricole ou viticole, en principe inconstructible. L'institution d'une surface minimale de 4 500 m2 comme condition pour toute nouvelle construction se révèle particulièrement efficace dans le vignoble, où des parchets de cette taille sont rarement mis en vente. Par ailleurs, un important sous-secteur de l'Expo 64, dans l'organisation duquel Jean-Pierre Vouga a été particulièrement impliqué, amorce et généralise la réflexion sur la sauvegarde du paysage typique de terrasses cernées de murs et parsemé de capites.
En 1977 et 2005, en conséquence d'initiatives populaires (Sauver Lavaux) lancées par Franz Weber, les Vaudois sont amenés à s'exprimer sur la protection des vignes de Lavaux. Ces initiatives, acceptées, aboutissent à l'inscription, dans la constitution vaudoise, de la protection de ce vignoble. En 2007, le site est inscrit au patrimoine mondial de l'humanité (UNESCO).
Une grande diversité de sols et de micro-climats permettent au vigneron de jouer de son savoir-faire pour produire une riche gamme de vins.
Un parcours pédestre long de 32 km relie le musée Olympique à Ouchy au château de Chillon et peut être parcouru en huit heures et demie. Ce trajet permet de découvrir les huit appellations d'origine contrôlées de Lavaux ainsi que des thèmes viticoles.

### Liste des appellations
- Calamin grand cru
- Dézaley grand cru (vignoble de la commune de Puidoux)
- Lavaux AOC

## Photographies

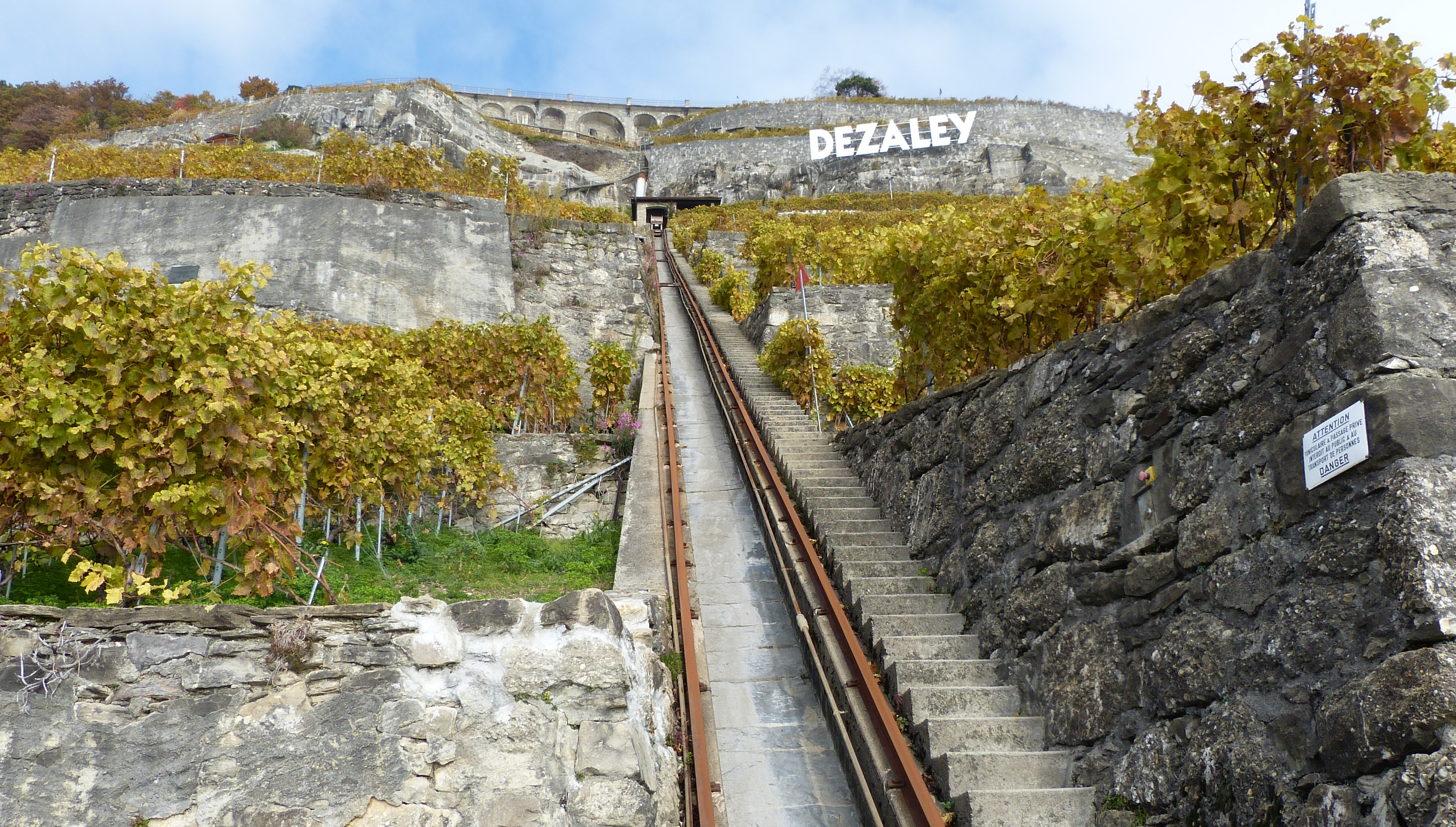
Funiculaire viticole dans les vignes du Dézaley.
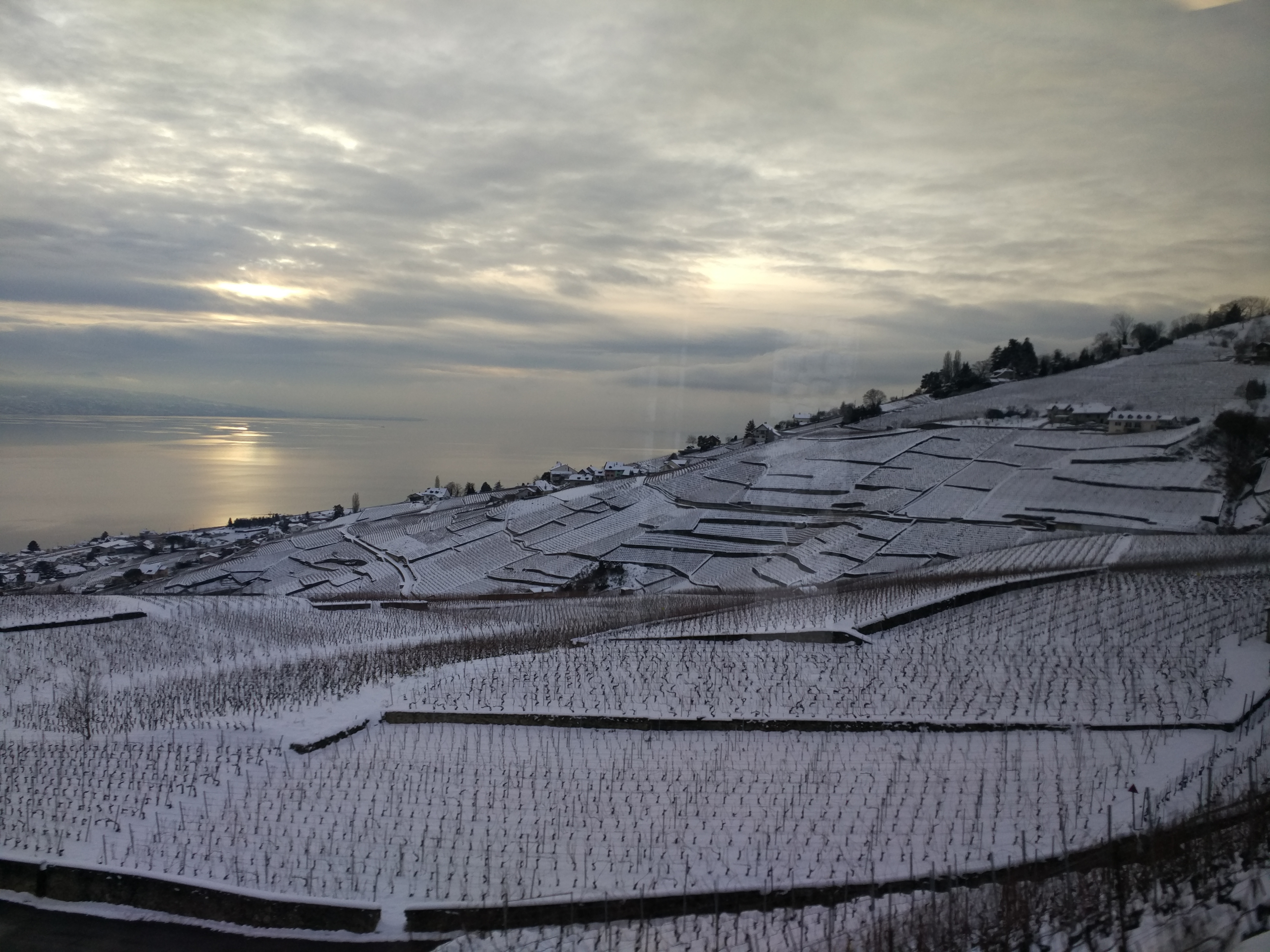
Lavaux sous la neige.
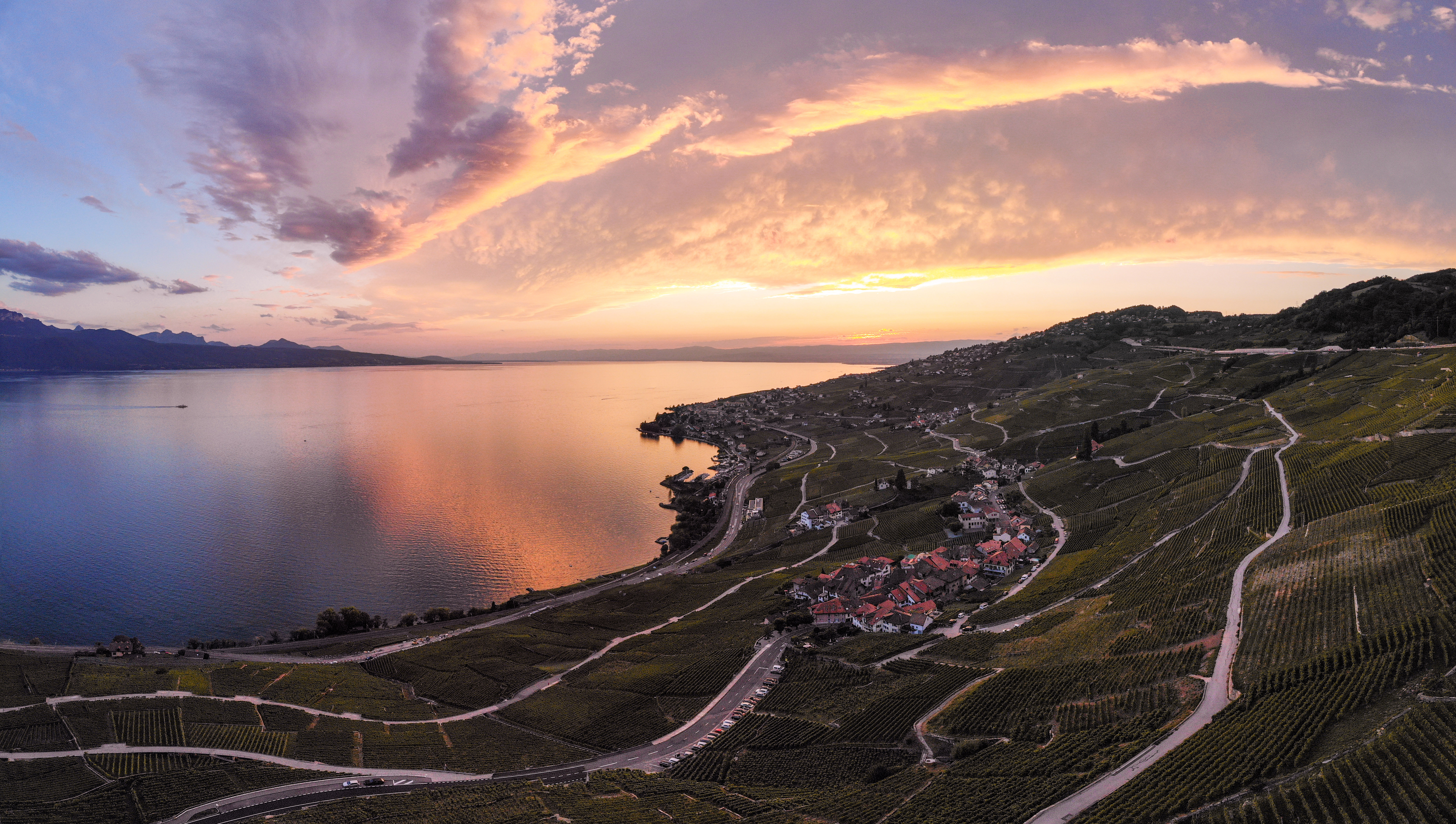
Vue panoramique sur le village d'Épesses au coucher de soleil.
Lavaux de Lutry à Rivaz vu de la rive opposée du lac, en hiver